# 카지노 보안
카지노 보안(Casino保安)은 카지노 내에서 일어나는 범죄를 예방하기 위한 것으로, 모든 카지노는 각각의 보안 체계가 존재한다. 폐쇄 회로 텔레비전을 설치하여, 각종 범죄를 예방한다.